# دوبروفسكي (أوبرا)
دوبروفسكي (الروسية: Дубровский) هي أوبرا من أربعة فصول من تلحين إدوارد نابرافنيك، وتأليف الكاتب الروسي المسرحي موديست إيليتش تشايكوفسكي مقتبسا من رواية تحمل نفس العنوان (1832) بقلم ألكسندر بوشكين. 

## روابط خارجية
- فيلم تلفزيوني سوفيتي عام 1961، نسخة مختصرة، مع ترجمة
- دوبروفسكي لبوشكين. النص الروسي الأصلي
- دوبروفسكي لبوشكين . تمت ترجمة النص بواسطة ناتالي دودنجتون، دار نشر التقدم
- حكايات موسيقية